# January Sánchez Delgadillo
January Sánchez Delgadillo, (hiszp.) Jenaro Sánchez Delgadillo (ur. 19 września 1886 w Zapopan, zm. 17 stycznia 1927 w La Loma de Tecolotlán) – święty Kościoła katolickiego, działający na terenie diecezji guadalajarskiej prezbiter, ofiara prześladowań antykatolickich zapoczątkowanych w okresie rewolucji meksykańskiej, męczennik.

## Życiorys
Ukończył seminarium duchowne przyjmując święcenia kapłańskie w 1911 r.. Skierowany został do pracy w seminarium i posługi w parafiach, a od 1923 r. w Tamazulita (pod Tecolotlán) był kapelanem. W czasie gdy nasiliły się prześladowania katolików, po opublikowaniu w 1926 r. dekretu rządu E. Callesa nakazującego księżom opuszczenie parafii i przeniesienie do miast pozostał w wiosce. Ścigany jako przestępca wikariusz zadeklarował:

dobry pasterz nie może porzucać swoich owiec.

 Jego zaangażowanie w przygotowanie do Eucharystii przez spowiedź, namaszczenie chorych, cnota sprawiedliwości i kazania przyciągały mieszkańców wsi w której służył. Aresztowany został wraz z grupą wiernych świeckich 17 stycznia 1927 r. i w nocy tego samego dnia powieszony, zaś grupa współwięźniów zwolniona. Z relacji naocznego świadka egzekucji ostatnimi słowami Januarego Sáncheza Delgadillo było zdanie:

Rodacy mają mnie powiesić, ale ja im wybaczam; i niech im wybaczy teraz i na zawsze nasz Ojciec, Bóg.

Pochowany został Tecolotlán.
Atrybutem świętego męczennika jest palma.
Translacji dokonano w 1934 roku, relikwie spoczęły w kościele parafialnym w Cocula, mieście które jest szczególnym miejscem kultu świętego.
Śmierć Januarego Sáncheza Delgadillo była wynikiem nienawiści do wiary (łac.) odium fidei, a przestępstwem posługa kapłańska. Po zakończeniu procesu informacyjnego na etapie lokalnej diecezji, który toczył się w latach 1933–1988 w odniesieniu do męczenników okresu prześladowań Kościoła katolickiego w Meksyku, został beatyfikowany 22 listopada 1992 roku w watykańskiej bazylice św. Piotra, a jego kanonizacja na Placu Świętego Piotra, w grupie Krzysztofa Magallanesa Jary i 24 towarzyszy, odbyła się 21 maja 2000 roku. Wyniesienia na ołtarze Kościoła katolickiego dokonał papież Jan Paweł II.
Wspomnienie liturgiczne obchodzone jest w dies natalis (17 stycznia).